# Selenidium flabelligerae
Selenidium flabelligerae is een soort in de taxonomische indeling van de Myzozoa, een stam van microscopische parasitaire dieren. Het organisme komt uit het geslacht Selenidium en behoort tot de familie Selenidiidae. Selenidium flabelligerae werd in 1958 ontdekt door Tuzet & Ormieres.